# Интергалактик
«Интергалактик» (англ. Intergalactic) — британско-испанский телесериал в жанре космической оперы с Саванной Стейн, Элеонор Томлинсон и Наташей О’Кифф в главных ролях. Его премьера состоялась 30 апреля 2021 года на телеканале Sky. Шоу получило главным образом негативные оценки из-за вторичного сюжета и прямолинейной актёрской игры.

## Сюжет
Действие сериала происходит в будущем. Его герои — банда женщин-заключённых, угнавшая космический корабль и теперь ищущая свободу на просторах космоса.

## В ролях
- Саванна Стейн — Эш Харпер
- Элеонор Томлинсон — Санди Скоу-Кинг
- Имоджен Дэйнес — Верона Флорес
- Наташа О’Кифф — Эмма Гривс
- Шэрон Дункан-Брюстер — Тула Квик

## Создание и оценки
Шоураннером проекта стала Джули Гири. Съёмки проходили в Испании, премьера состоялась 30 апреля 2021 года на британском телеканале Sky.
Иэн Фрир из Empire оценил «Интергалактик» на две звезды из пяти возможных. Отметив как плюсы разнообразие актёрского состава и амбициозность сюжета, он констатировал, что сценарий и игра актёров слишком прямолинейны, а действие постоянно вызывает ощущение дежавю из-за сходства со «Звёздными войнами», «Светлячком», «Чужим». Ральф Джонс из NME Australia поставил такую же оценку, высказав мнение, что качественные визуальные эффекты и компьютерная графика уравновешиваются плохими диалогами и плохим сюжетом. Шон О’Грейди из The Independent поставил сериалу три звезды из пяти, раскритиковав его за отсутствие «человеческих эмоций и мотиваций».
Джеймс Крут из Stuff признал, что в сериале недостаточно новизны, экшн-сцен и спецэффектов, но высоко оценил грим, костюмы, игру Саванны Стейн, Парминдер Нагры, Элеоноры Томлинсон и Наташи О’Кифф. Лиам Магурен из новозеландского издания Flicks похвалил актрис за то, что они бросили вызов стереотипам киноиндустрии о «сильных женщинах», показав персонажей с недостатками.